# Zaprionus capensis
Zaprionus capensis är en tvåvingeart som beskrevs av Chassagnard och Tsacas 1993. Zaprionus capensis ingår i släktet Zaprionus och familjen daggflugor. Inga underarter finns listade i Catalogue of Life.